# Tống Chân Tông
Tống Chân Tông (chữ Hán: 宋真宗, 23 tháng 12 năm 968 - 23 tháng 3 năm 1022), là vị Hoàng đế thứ ba của triều đại Bắc Tống trong lịch sử Trung Quốc, trị vì từ năm 997 đến năm 1022, tổng cộng 25 năm.
Trong thời kì đầu cai trị Chân Tông luôn chủ trương tiết kiệm, quan tâm đến triều chính, xã hội ổn định. Về tình hình bên ngoài, năm 1004, quân Khiết Đan tấn công triều Tống, đánh đến tận căn cứ Thiền Uyên, cửa ngõ vào thành Biện Kinh. Chân Tông được sự khuyến khích của tể tướng Khấu Chuẩn, đích thân sang bờ bắc Hoàng Hà đốc quân, do vậy quân Tống có thêm tinh thần và đánh bại người Liêu. Sau trận đó, hai nước ký bản hiệp ước Thiền Uyên, Tống được xưng là anh nhưng phải nộp tiền và lụa hằng năm cho Khiết Đan. Từ đó, hai nước không động can qua trong hơn 100 năm.
Sau Hòa ước Thiền Uyên, ông cách chức hiền tài, trọng dụng gian thần, quá tin vào Đạo giáo, khiến cho đời sống nhân dân cơ cực, tài chính thất thoát, nền chính trị hủ bại và mâu thuẫn xã hội ngày càng gay gắt. Trong cung, Chương Hiến Minh Túc hoàng hậu kết bè kết cánh hòng thao túng quyền lực.

## Thân thế và cuộc sống ban đầu
Tống Chân Tông tên thật là Triệu Đức Xương (趙德昌), Triệu Nguyên Hưu (趙元休), Triệu Nguyên Khản (趙元侃) và Triệu Hằng (趙恆), chào đời vào ngày 23 tháng 12 năm 968, dưới thời Tống Thái Tổ, tại phủ đệ Tấn vương (tước vị mà Tống Thái Tông đang mang khi đó). Trước đó, mẹ ông là Lý phu nhân nằm mộng mặt trời, sau đó mang thai. Khi Đức Xương chào đời, có ánh sáng màu đỏ chiếu khắp gian phòng; gia nhân xem thấy bên chân trái của ông có mấy đường nét tựa như chữ thiên.
Đức Xương từ nhỏ đã thông minh hơn người. Mỗi lần chơi trò đánh trận giả đều tự xưng là Nguyên soái. Thái Tổ yêu mến, thường triệu vào cung. Có lần ở điện Vạn Tuế, Đức Xương tự dưng ngồi tót lên bảo tọa, Thái Tổ ngạc nhiên nói:
Đó là chỗ của thiên tử.
Đức Xương đáp:
Như vậy là do thiên mệnh (muốn ta làm vua).
Năm 976, ngày 14 tháng 11, Thái Tổ hoàng đế qua đời, Tấn vương theo di chiếu của Chiêu Hiến thái hậu Đỗ thị khi trước, tự lập lên ngôi, là Tống Thái Tông (976 - 997). Năm Thái Bình Hưng Quốc thứ 8 (984), Triệu Đức Xương được gia phong Kiểm giáo thái bảo, Đồng trung thư môn hạ bình chương sự, tước Hàn vương; đổi tên là Nguyên Hưu. Năm Đoan Củng nguyên niên (988), được cải phong là Tương vương, đổi tên thành Nguyên Khản. Tháng 9 ÂL năm thứ năm Thuần Hóa (994), được đổi phong làm Thọ vương, Kiểm giáo thái phó, Khai Phong doãn.
Theo di chiếu của Chiêu Hiến Đỗ thái hậu, Thái Tổ nhường ngôi lại cho em là Thái Tông, Thái Tông lại phải nhường ngôi cho em nữa là Đình Mỹ rồi sau đó đến lượt con của Thái Tổ. Thái Tông sau khi lên ngôi, có ý nhường ngôi lại cho con mình, nên đã tìm cách giáng chức của Đình Mỹ khiến ông này uất ức mà chết; lại ép con trưởng của Thái Tổ là Đức Chiêu phải tự sát, con thứ là Đức Phương đột nhiên qua đời. Thái Tông có ý lập con trưởng là Nguyên Tá làm thái tử, nhưng Nguyên Tá vốn thân với Đình Mĩ, thấy việc làm của Thái Tông, có ý bất mãn, lâu ngày sinh bệnh, thần trí không tỉnh táo, đến nỗi một hôm phóng hỏa đốt phủ đệ, do vậy Nguyên Tá mất lòng Thái Tông và bị phế làm thứ nhân. Thái Tông lại định lập người con thứ 5 là Nguyên Kiệt, nhưng vì Nguyên Kiệt bất kính với thầy là Diêu Đản, nên cũng không được lập. Bấy giờ hoàng tử thứ hai là Nguyên Hi mất sớm, nên Nguyên Khản trở thành sự lựa chọn hàng đầu.
Tháng 8 ÂL năm nguyên niên Chí Đạo (995), nhân Khấu Chuẩn dâng sớ đề nghị lập người kế vị, Thái Tông quyết định lập Nguyên Khản làm thái tử, đổi tên là Hằng. Thái Tông tổ chức nghi lễ lập thái tử rất long trọng, đây là nghi lễ lập tự đầu tiên sau gần 100 năm kể từ cuối Đường, vì trong nước trước kia chiến loạn liên miên. Lại lệnh Lý Hàng, Lý Chi làm tân khách của thái tử. Thái tử lấy lễ thầy trò đối với họ, khi gặp thì bái chào.
Tháng 3 năm 997, Thái Tông lâm bệnh và qua đời. Tuyên chánh sứ Vương Kế Ân và hoàng hậu Lý thị và bọn Lý Xương Linh, Hồ Đán âm mưu với nhau, định phế bỏ thái tử, lập Nguyên Tá cho dễ khống chế. Hoàng hậu cho triệu tể tướng Lã Đoan vào cung. Lã Đoan dùng kế giam lỏng Vương Kế Ân trong phủ, rồi vào gặp hoàng hậu. Hoàng hậu đòi lập con trưởng, nhưng Lã Đoan không chịu vì đã có thái tử. Rồi sai nội thị đón thái tử vào cung, tức vị hoàng đế, là Tống Chân Tông.
Thời kỳ trị vì của Tống Chân Tông đáng chú ý vì sự thống nhất quyền lực và sự tăng cường sức mạnh quân sự. Đất nước phồn thịnh và quân đội của Tống được tăng cường sức mạnh. Tuy nhiên, nó cũng đánh dấu sự sai lệch trong chính sách ngoại giao về phía đế quốc Khiết Đan (tức nhà Liêu) ở phía bắc mà cuối cùng dẫn tới kết quả bị bẽ mặt.

## Trị vì

### Những công việc đầu tiên
Sau khi lên kế vị, Triệu Hằng tỏ rõ quyết tâm cải cách chế độ. Năm 998, Chân Tông lại tiến hành điều chỉnh nhân sự, điều chỉnh đội ngũ quan lại để xóa bỏ triệt để những thói hư tật xấu trong xã hội do tham quan ô lại gây ra. Từ khi lên ngôi ông luôn đặt nhiệm vụ trị nước lên hàng đầu, ông kiểm soát chặt chẽ mọi hoạt động của hoàng thân quốc thích và hoạn quan trong triều. Đồng thời với cải cách chính trị, Chân Tông còn áp dụng rất nhiều biện pháp khác để phát triển nông nghiệp, như khuyến khích trồng dâu nuôi tằm, giảm thuế khóa, mở rộng đồn điền, khai khẩn đất hoang... Chân Tông cũng là người cho lập ra lò nung gốm sứ được tán dương nhiều nhất trên thế giới tại Cảnh Đức Trấn năm 1004, tại đây người ta tiếp tục sản xuất đồ sứ cho hoàng cung các triều đại sau này của Trung Quốc cho tới tận khi nhà Thanh sụp đổ hơn 900 năm sau. Ông cũng là người cho vận chuyển 30.000 giạ thóc giống ngắn ngày từ Phúc Kiến tới khu vực hạ du sông Trường Giang trong năm 1011-1012, để cải tạo nông nghiệp trong khu vực này. Nhìn chung trong giai đoạn mới lên kế vị, Chân Tông luôn dốc lòng xây dựng đất nước, lại áp dụng những biện pháp tích cực để thúc đẩy kinh tế xã hội phát triển nên tình hình xã hội lúc này tương đối ổn định, nhân dân được hưởng an lạc thái bình.
Cùng năm 997 Chân Tông tôn hoàng hậu Lưu thị và mẹ ruột là Hiền phi Lý thị làm hoàng thái hậu, nhũ mẫu Lưu thị làm Tần quốc Diên Thọ Bảo Thánh phu nhân; tiến phong Lã Đoan là Hữu bộc xạ, Lý Hàng, Lý Chi làm Tham chính; em là Việt vương Nguyên Phân làm Ung vương, Ngô vương Nguyên Kiệt làm Duyện vương, kiêm Trung thư lệnh; Từ quốc công Nguyên Ác làm Bành Thành quận vương, Kính quốc công Nguyên Xưng làm An Định quận vương, Nguyên Nghiễm làm Tào quốc công; cháu là Duy Cát làm tiết độ sứ Vũ Tín; truy phong Đình Mĩ là Tần vương, Ngụy vương Đức Chiêu làm thái phó, Kì vương Đức Chiêu làm thái bảo. Phục chức cho hoàng huynh Nguyên Tá, là Sở vương, Đồng bình chương sự. Lại lập vợ kế là Quách thị làm hoàng hậu; Quách hậu là con gái của Tuyên Nam huy viện sứ Quách Thủ Văn. Nguyên phối của Chân Tông (đã mất) là Cử quốc phu nhân Phan thị, con gái Phan Mĩ được truy tặng Trang Hoài hoàng hậu.
Chân Tông lại lưu đày bọn Vương Kế Ân, Lý Xương Linh, Hồ Đán ra châu xa; dùng Tào Bân làm Xu mật sứ; Lý Duy Thanh làm Ngự sử trung thừa, Hướng Mẫn Trung, Hạ Hầu Kiệt đều làm Xu mật phó sứ. Năm 998, dùng niên hiệu Hàm Bình. Mùa đông năm đó, Lã Đoan xin trí sĩ, Lý Chí cũng bị bãi. Chân Tông dùng Trương Tề Hiền, Lý Hãng làm Bình chương sự, nắm quyền tể tướng. Tham chính Ôn Trọng Thư, Xu mật phó sứ Hạ Hầu Kiệu cũng bị bãi chức. Hướng Mẫn Trung được tấn phong làm Tham tri chính sự, rồi Xu mật sứ kiêm Thị trung (999).
Mùa hạ năm 999, Lỗ quốc công Tào Bân bị bệnh nặng. Chân Tông ngự giá tới thăm, hỏi về việc chống Khiết Đan. Bân tiến cử hai con của mình là Vĩ, Sán. Gia phong Trương Tề Hiền, Lý Hãng làm Trung thư, Môn hạ thị lang. Năm 1000, tể tướng trí sứ Lã Đoan qua đời.
Bấy giờ ở Ích châu, vào Tết năm 1000, binh sĩ nổi dậy giết Binh mã kiềm hạt Phù Chiêu Thọ và đuổi tri châu Ngưu Miện. Loạn quân muốn tôn Đô tuần kiểm điêm Lưu Thiệu Vinh làm vua, Thiệu Vinh đành tự sát. Loạn quân liền tôn Vương Quân làm vua, đặt quốc hiệu là Đại Thục. Vương Quân đánh ra Hán châu. Chân Tông được tin, lệnh cho Lôi Hữu Chung làm Chiêu An sứ Xuyên Thiểm cùng Lý Huệ, Thạch Phổ, Lý Thủ Luân dẫn 8000 binh vào Thục dẹp loạn. Trương Tư Quân lấy lại Hán châu, Lôi Hữu Chung đưa quân tới Tiên Kiều, đánh thắng Trương Quân một trận rồi cho quân giết người cướp của, hãm hiếp phụ nữ. Vương Quân bèn phản công, giết Lý Huệ, đuổi Lôi Hữu Chung về Hán châu. Hữu Chung cùng Thạch Phổ bàn nhau dùng kế mai phục, đánh bại Vương Quân. Quân rút về thành cố thủ. Hữu Chung dùng hỏa pháo tấn công, phá thành, Vương Quân bỏ chạy. Mùa đông năm đó, quân Tống tiến vào thành, phóng hỏa thiêu rụi, dân chúng chết không biết bao nhiêu mà kể. Vương Quân chạy đến Phú Thuận Giám thì bị đuổi kịp, phải tự tử; cuộc nổi dậy chấm dứt.

### Chiến tranh với Khiết Đan, Tây Hạ
Về việc duy trì mối quan hệ láng giềng, Chân Tông lại kém xa Thái Tổ, thậm chí còn không bằng Thái Tông cha ông, trước các thế lực phương Bắc ông luôn tỏ ra yếu đuối và có những suy nghĩ tiêu cực. Từ khi lên kế vị, ông dường như chưa một lần dám đối diện với sự uy hiếp quân sự của tộc Đảng Hạng và nhà Liêu mà luôn chủ yếu áp dụng thế phòng thủ, thông qua một số biện pháp như khai sông lấn biển, khai khẩn ruộng nước... ngoài biên giới để xây dựng hệ thống phòng thủ tiêu cực.
Mùa thu năm 999, Tiêu thái hậu của nhà Liêu (đời vua Liêu Thánh Tông) nghe tin nhà Tống mới có vua mới là Chân Tông, lại thêm Tào Bân vừa mất, thì quyết định đánh xuống phía nam. Quân Liêu đánh vào hai châu Trấn, Định của nhà Tống. Tướng giữ thành Phó Tiềm giữ mà không ra. Tướng dưới quyền Phạm Đình Triệu nhận được thánh chỉ từ Biện Kinh của Chân Tông, buộc Phó Tiềm ra quân. Phó Tiềm chỉ phát cho 8000 quân. Phạm Đình Triệu cầu cứu Khang Bảo Duệ ở Tinh châu. Khang Bảo Duệ đưa quân Tống tới giúp nhưng bị quân Liêu giết chết. Phạm Đình Triệu phải lui về Doanh châu. Tướng giữ Toại thành là Dương Diên Chiêu dùng kế tưới nước lên thành, đợi tới mùa đông nước đóng băng, quân Liêu phá mãi không được, bèn đổi hướng, vượt sông từ Đức, Lệ. Giữa mùa đông, Chân Tông hạ chiếu thân chinh đến Hà Bắc chống Liêu, để Lý Hãng làm lưu thủ Đông Kinh.
Đầu năm 1000, Chân Tông đến trú tại phủ Đại Danh, hạ lệnh cách chức Phó Tiềm, chiếu theo tội chém đầu mà giảm một bậc, đày ra Phòng châu; đày Trương Chiêu Doãn ra Đạo châu, cử Cao Quỳnh thay Phó Tiềm. Quân Liêu nghe tin Chân Tông thân chinh, bèn rút lui. Quân Tống thừa cơ đuổi theo đến tận Mạc châu, giết hơn 10.000 quân Liêu, thu lại nhiều của cải bị cướp. Chân Tông phong cho Dương Diên Chiêu làm thứ sử Mạc châu, ban thưởng nhiều vàng bạc; sau đó xa giá về kinh.
Mùa đông năm 1000, Tiêu thái hậu của nhà Liêu (đời vua Liêu Thánh Tông) lại phái quân Liêu đến xâm lấn nhà Tống. Tướng Tống là Dương Diên Chiêu cùng thứ sử Đăng châu là Dương Tự dùng kế mai phục, đánh lui được quân Liêu. Cuối năm đó (năm 1000), tể tướng Trương Tề Hiền vì say rượu thất lễ nên bị cách chức, điều ra Kinh Nguyên. Lúc này người Hạ đang uy hiếp vùng Linh Vũ. Thủ lĩnh nước Hạ Lý Kế Thiên tiến đánh Định châu và Hoài Viễn quân, song bị đẩy lui. Đến năm 1002, Lý Kế Thiên lại đánh Linh Vũ và chiếm được thành, tri Linh châu Bùi Tế tử trận. Có thủ lĩnh Lục Cốc là Ba Lạt Tế chống lại Lý Kế Thiên, xin cùng giành lại Linh châu; được triều Tống phong làm tiết độ sứ Sóc Phương. Trong khi đó quân Hạ tiến đánh Tây Lương, giết Đinh Duy Thanh, rồi dụ hàng Ba Lạt Tế. Tuy nhiên Kế Thiên đến đất người Phiên, bị thích sát, thương nặng ở mắt rồi chết vào năm 1004, con là Lý Đức Minh lên kế nhiệm. Triều Tống đành phải cho Đức Minh làm Tây Bình vương, kiểm soát 5 châu Tĩnh Nam thì tình hình mới tạm yên.
Tại triều đình, năm 1001, Chân Tông đổi dùng Lã Mông Chánh, Hướng Mẫn Trung làm Bình chương sự, gia phong tể tướng Lý Hãng làm Môn hạ thị lang. Đầu năm 1004, Chân Tông dùng niên hiệu là Cảnh Đức, dùng Lý Hãng làm Hữu bộc xạ. Mùa hạ năm đó, thái hậu Lý thị bị bệnh và mất, tôn thụy là Đức Minh. Sang mùa thu, tể tướng Lý Hãng cũng mất, Chân Tông đích thân đến dự lễ tang. Chân Tông bổ dụng Tất Sĩ An, Khấu Chuẩn làm Đồng bình chương sự.

### Hòa ước Thiền Uyên
Mùa thu tháng 9 nhuận năm 1004, Tiêu thái hậu cùng Liêu Thánh Tông, Hàn Đức Nhượng dẫn 200.000 quân Liêu tấn công nhà Tống. Sở vương Gia Luật Long Hựu được lệnh trấn giữ kinh đô của nhà Liêu. Đích thân Tiêu thái hậu chỉ huy 10.000 kỵ binh của riêng bà ta ra chiến trường và bà ta cũng là tổng chỉ huy của cuộc chiến này. Một cuộc xâm lược quy mô lớn của nhà Liêu đã diễn ra trên lãnh thổ của nhà Tống. 
Quân Liêu cướp bóc ở hai quận Uy Lỗ, Thuận An của nhà Tống. Tướng Tống là Ngụy Năng và Thạch Phổ ra ứng chiến nhưng bị quân Liêu đánh bại. Tướng Liêu là Tiêu Thát Lãm đánh phá Bảo châu và Bắc Bình của nhà Tống, song chưa thành công. Chân Tông triệu tập quần thần bàn kế; Khấu Chuẩn chủ chiến, Tất Sĩ An và Vương Khâm Nhược chủ hòa. Ban đầu quân Tống nắm ưu thế, đẩy lui quân Liêu ở Uy Lỗ, Khả Lâm, An Thuận, Định châu. Liêu Thánh Tông sai sứ đến chỗ Thạch Phổ ở Mạc châu, xin được hòa nghị (do Liêu Thánh Tông muốn hòa với Tống). Chân Tông sai Tào Lợi Dụng cầm quốc thư đến trại Liêu. Tuy nhiên giữa đường thì người Liêu đổi ý (do Tiêu thái hậu muốn chiến với Tống). Quân Liêu lập tức tấn công Đức Thanh quân, Ký châu, Đàn châu của nhà Tống. 
Sau đó, tướng Liêu là Tiêu Thát Lãm tiến công Toại Thành, bắt giữ Tiết độ sứ Thiên Hùng của Tống là Vương Tiên Tri. Tiêu thái hậu được tin thắng trận, liền cùng Liêu Thánh Tông, Hàn Đức Nhượng đích thân suất quân Liêu tấn công Định châu, bắt sống tướng Tống giữ chức quan sát sứ Vân châu là Vương Kế Trung. Tướng Tống giữ Định châu là Vương Siêu đóng cửa thành cố thủ. Sau khi từ chối hàng Liêu, Vương Kế Trung bị quân Liêu xử tử. Trừ việc bị quân Tống ngăn cản tại Doanh châu, quân Liêu đánh đâu thắng đó, thế như chẻ tre. Sau đó, quân Liêu tiến đến Thiền châu. Đây là cửa ngõ vào Biện Kinh (kinh đô Khai Phong của nhà Tống), địa thế rất quan trọng. Quân Liêu cắm trại tại thị trấn Thiền Uyên, khoảng 100 dặm về phía bắc của kinh đô Khai Phong. 
Tin bại trận lũ lượt bay về, cả triều đình nhà Tống bàng hoàng, chấn động. Chân Tông lo sợ, muốn dời đô về phương nam nên đã đích thân đến phủ Khấu Chuẩn hỏi ý kiến, Khấu Chuẩn xin nhà vua đích thân ra trận, đốc thúc quân sĩ. Chân Tông sợ phải ra trận, dùng dằng không muốn đi. Tất Sĩ An cũng đến khuyên vua ra trận, Chân Tông buộc phải nghe theo. Khi triệu tập quần thần, Vương Khâm Nhược bàn nên dời đô về Kim Lăng, Trần Nghiêu Tẩu khuyên dời đô ra Thục. Khấu Chuẩn biết tin, đòi chém những kẻ nghị hòa, xin Chân Tông thân chinh. Chân Tông vờ tỏ ý bằng lòng, sau đó cử Vương Khâm Nhược ra Thiên Hùng quân đốc sư kháng Liêu.
Tháng 11 âm lịch năm 1004, quân Liêu bị quân Tống đánh bại ở Sóc châu. Lúc này đại quân Liêu của Tiêu thái hậu, Liêu Thánh Tông và Hàn Đức Nhượng đang tập trung tại Doanh châu. Hai tướng Liêu là Tiêu Thát Lãm và Tiêu Quan Âm Nô suất quân Liêu đi đánh Kỳ châu, Tiêu thái hậu đích thân chỉ huy đại quân hỗ trợ, tiến đánh Ký châu, Bối châu. Quân Liêu còn công phá Đức Thanh, ba mặt bao vây Thiền châu của nhà Tống.
Lúc này quân Liêu đánh mạnh vào Thiền châu của nhà Tống. Đại tướng tiên phong của Liêu là Tiêu Thát Lẫm (蕭撻凜) dẫn quân Liêu đi xem xét địa hình đốc chiến ở tiền tuyến. Tướng Tống giữ thành Thiền châu là Lý Kế Long biết Tiêu Thát Lãm sẽ đến cướp trại của mình, bèn cho quân mai phục bốn phía, Tiêu Thát Lãm quả nhiên trúng kế và bị trúng tên của tướng Tống là Trương Hoàn vào đầu, quân Liêu rút lui. Đến tối thì Tiêu Thát Lẫm chết tại doanh trại quân Liêu. Sĩ khí của quân Liêu vì thế mà suy giảm. Lúc này Chân Tông đang ngự giá ra Hà Bắc, có kẻ tả hữu khuyên nên lui về Kim Lăng, Chân Tông đã định nghe theo, nhưng bởi có Khấu Chuẩn một mực khuyên can nên đành thôi. Khấu Chuẩn lại cùng Cao Quỳnh liên danh đề nghị nhà vua vượt sông, ra Hà Bắc khích lệ tướng sĩ. Chân Tông đồng tình. Có kẻ tả hữu dâng áo lông cừu, Chân Tông từ chối, bảo đem cho tướng sĩ ngoài sa trường. Quân Tống nghe được, vô cùng phấn khích, càng đánh càng hăng. Chân Tông được Cao Quỳnh hộ giá, vượt sông đến phía bắc Thiền châu, ngự trên thành lâu. Quân sĩ Tống gặp được vua thì phấn chấn lên, hô to vạn tuế, tiếng la vang cả chục dặm, vang đến cả doanh trại của quân Liêu. Tiêu thái hậu của Liêu nghe tin, liền phái quân Liêu đến đánh thành Thiền châu hòng bắt Chân Tông. Chân Tông sai sứ đến quan sát, thấy Khấu Chuẩn vẫn bình thản uống rượu, mới tỏ ra yên tâm hơn. Khấu Chuẩn mở cổng thành nghênh chiến, quân Tống hăng hái chiến đấu và đại thắng quân Liêu, giết hơn một nửa quân Liêu. Số quân Liêu còn lại buộc phải tháo chạy. Sau đó quân Tống lại liên tục cướp trại quân Liêu khiến quân Liêu rất mệt mỏi. Ngoài ra, quân Tống còn tấn công hậu lộ của quân Liêu.
Tiêu thái hậu liền tận dụng tâm lý muốn cầu hòa của Chân Tông, phái sứ giả sang Thiền châu yêu cầu nghị hòa. Khi đó Tào Lợi Dụng cùng sứ Liêu tới trại Tống, sứ Liêu yêu cầu nhà Tống trả lại Quan Nam cho nhà Liêu thì có thể nghị hòa giữa hai nước. Khấu Chuẩn vào tâu, nói với Chân Tông rằng quân ta đang thắng lớn, cứ buộc người Liêu trả lại Yên Vân thập lục châu và dâng biểu xưng thần với nhà Tống rồi mới cho hòa. Tống Chân Tông chán nản việc binh đao nên không muốn theo kế đó. Chân Tông sai Tào Lợi Dụng đi sứ, chỉ dặn không được cắt đất, còn tiền bạc thì sao cũng được. Khấu Chuẩn ra yêu cầu cho người Liêu đòi hỏi nhưng không được quá 30 vạn. Tào Lợi Dụng vào yết kiến Tiêu thái hậu, phía nhà Liêu đòi nhà Tống trả lại Quan Nam. Sau nhiều lần thương nghị, vào mùa xuân giữa tháng 1 năm 1005, hai bên định ra hòa ước với nội dung như sau:
1. Biên giới hai nước để như trước.
2. Vua Tống (Tống Chân Tông) xưng là anh, vua Liêu (Liêu Thánh Tông) xưng là em. Tống Chân Tông dùng lễ đối với Tiêu thái hậu như cháu với cô
3. Mỗi năm nhà Tống tặng cho nhà Liêu 10 vạn lạng bạc, 20 vạn xúc lụa.

Sử gọi đây là bản hòa ước Thiền Uyên. Từ đó nam - bắc hòa hảo suốt hơn 100 năm. Sau đó Tiêu thái hậu, Liêu Thánh Tông và Hàn Đức Nhượng dẫn quân Liêu triệt thoái về bắc. Việc thực hiện hiệp ước Thiền Uyên chi minh này vẫn được duy trì cho đến cuối triều đại nhà Liêu.
Thời gian sau, một phò mã của Liêu Thánh Tông là Lưu Tam Hỗ (刘三嘏), phu quân của Đồng Xương công chúa Gia Luật Bát Kha (con gái thứ 10 của Liêu Thánh Tông), trốn sang nhà Tống sau khi sống không hòa hợp với công chúa. Vì Liêu-Tống vừa kết thúc chiến tranh nên Chân Tông không muốn nhà Liêu lại có cớ đánh nhà Tống nữa. Chân Tông liền đuổi Lưu Tam Hỗ trở về nhà Liêu. Liêu Thánh Tông cảm tạ Chân Tông rồi cho cầm tù Lưu Tam Hỗ. Không lâu sau thì Lưu Tam Hỗ bị Liêu Thánh Tông xử tử.

### Chuyện thiên thư và phong thiền
Đầu năm 1005, Tống Chân Tông triệu Vương Khâm Nhược về kinh làm Tham tri chính sự. Khâm Nhược thấy uy tín của Khấu Chuẩn đang cao, nên lại xin bãi quan, làm Tư chính điện học sĩ. Lúc này Khấu Chuẩn được gia phong Trung thư thị lang, Thượng thư bộ Công. Vương Khâm Nhược tìm cớ hãm hại, gièm pha với Chân Tông rằng trận đánh ở Thiền châu là Khấu Chuẩn đưa vua vào chỗ chết, do may mắn mới thắng được, còn nếu rủi thì không biết sẽ ra sao, khiến Chân Tông thay đổi thái độ với Khấu Chuẩn. Năm 1006, Chân Tông bãi quan của Khấu Chuẩn, điều ra Thiểm Tây. Sau đó lại dùng Tham chính Vương Đán làm Bình chương sự.
Vương Khâm Nhược bàn với Chân Tông chuyện phong thiền, trước hết là có điềm lành. Tết năm 1008, Hoành Thành ty tấu rằng phía nam Thừa Thiên Môn có cuốn sách bọc bằng lụa xanh dài tới vài trượng. Chân Tông cùng trăm quan đích thân ra xem, bảo rằng cuốn sách này hợp với giấc mơ khi trước của mình, trong mơ Chân Tông được thượng đế báo mộng sẽ được ban thiên thư. Tể tướng Vương Đán được lệnh lấy sách rồi dâng lên Chân Tông. Chân Tông mở sách ra xem, thấy có 21 chữ
Triệu thụ mệnh, hưng ư Tống, phó ư quyển. Cư kì khí thủ ư chính. Thế thất thất, cửu cửu định.
Sai Xu mật sứ Trần Nghiêu Tẩu giở sách ra đọc, đọc xong thì Chân Tông quỳ xuống nhận sách, rồi bọc lại cất trong hộp vàng. Chân Tông cùng quần thần lấy cớ đó chuẩn bị tế trời, đổi niên hiệu Đại Trung Tường Phù để tưởng nhớ sự kiện này. Lại đổi Thừa Thiên Môn thành Thừa Thiên Tường Phù, lập Thiên thư nghi vệ phù trí sứ. Tể tướng Vương Đán suất bách quan xin Chân Tông làm lễ phong thiền. Mệnh Vương Đán làm Đại lễ sứ, Vương Khâm Nhược làm Kinh độ chế trí sứ, cùng Phùng Chửng, Đinh Vị cùng lo việc đó. Ở Sơn đông có người thợ mộc là Đổng Tộ, một hôm thấy một dải lụa vàng trên ngọn cây, liền báo về triều. Chân Tông và Vương Khâm Nhược lại bày ra chuyện trời ban Thiên thư. Quần thần dâng Thiên thư ở Hàm Phương Viên, nghi lễ hệt như lần trước. Lại thấy 32 chữ triện
Nhữ sùng hiếu phụng, dục dân quảng phúc, tích nhĩ gia đoan, lê thứ hàm hòa. Mật thủ tư ngôn, thiện giải ngô ý. Quốc tộ thiên vĩnh, thọ lịch hà tuế.
Sau việc đó, bách quan dâng tôn hiệu cho Chân Tông là Sùng Văn Quảng Võ Nghi Thiên Tôn Đạo Bảo Ứng Chương Cảm Thánh Minh Nhân Hiếu hoàng đế. Từ đó về sau biết bao nhiêu điềm lành xuất hiện. Mùa đông năm đó, Chân Tông xây cung Chiêu Ứng để thờ cúng Thiên thư. Công trình này hoàn thành sau 7 năm, tốn kém không biết bao nhiêu mà kể, dân tình bị bóc lột đến khốn cùng. Người Khiết Đan đến vay tiền, Chân Tông xuất luôn 3 vạn lượng bạc, 3 vạn xúc lụa, còn bảo số nợ lần trước quá nhỏ không cần trả.
Ngày 2 tháng 10 ÂL, Chân Tông khởi hành từ Biện Kinh đến Thái Sơn phong thiền, Ngọc lộ chở thiên thư đi trước. Lễ xong, Chân Tông lệnh cho dân chúng mở tiệc vui chơi 3 ngày, thiết đãi phụ lão ở điện môn. Khi về ngang qua miếu Khổng Tử, Chân Tông truy phong cho Khổng Tự là Hiển Thánh Văn Tuyên vương. Sau đó về cung.
Lúc đó chính trị, kinh tế đều tuột dốc. Mất mùa, đói kém xảy ra liên miên, nhưng Chân Tông vẫn làm ra vẻ thái bình, ngày đêm mở hội, cúng tế. Lúc đó Từ Duyện bị lũ lụt, Giang Hoài hạn hán, Kim Lăng hỏa hạn nên việc phong thiền ở phía tây bị hoãn. Đến năm 1010, lại thực hiện phong thiền ở phía tây, cực kì xa hoa tốn kém. Sau khi phong thiền, Chân Tông phong Vương Khâm Nhược làm Xu mật sứ, Đinh Vị làm Tham chính, Vương Đán gia phong Trung thư thị lang, tri Xu mật viện sự, Thượng thư bộ Hình.
Từ 1013-1015 ông đã ban hành chỉ dụ để tôn thờ Ngọc Hoàng như là vị chúa tể tối cao của Thiên đình.
Năm 1014 vua Lý Thái Tổ nước Đại Cồ Việt vừa đánh tan quân Đại Lý (đời vua Đoàn Tố Liêm) xâm lược thì lệnh cho viên ngoại lang Phùng Chân, Lý Hạc mang 100 ngựa chiến của Đại Lý biếu tặng vua Tống Chân Tông. Triều đình Tống đối đãi các sứ thần Đại Cồ Việt rất hậu.

### Hậu cung Lưu hoàng hậu
Năm 1007, Chương Mục hoàng hậu Quách thị qua đời. Lúc đó ở trong cung, Chân Tông sủng ái Lưu mỹ nhân. Lưu thị từ nhỏ mồ côi, đi theo gặp được một nghệ nhân kim hoàn tên Cung Mỹ. Chân Tông khi đó chưa lên ngôi, từng triệu Cung Mỹ vào phủ, có Lưu thị đi theo. Lưu thị thông minh xinh đẹp, lại cùng tuổi với Chân Tông nên cả hai nhanh chóng thân thiết với nhau. Tống Thái Tông biết chuyện, trục xuất Lưu thị khỏi kinh thành, nhưng Thái tử vẫn lén giấu bà trong nhà của Trương Kỳ.
Năm 1004, Chân Tông đưa Lưu thị vào cung, phong làm Mỹ nhân (美人). Lưu mỹ nhân đã 36 tuổi, nhưng ôn nhu chừng mực, cử chỉ tao nhã, rất được Chân Tông yêu quý, chuyên sủng trong cung. Sau khi Quách hoàng hậu mất, Chân Tông muốn lập Lưu thị, nhưng quần thần phản đối và đề nghị lập Thẩm tài nhân (沈才人), cháu gái Tể tướng Thẩm Luân (沈伦). Lúc đó, cung nữ Lý thị hầu cận Lưu mỹ nhân gặp được mộng tiên nhân, báo rằng sẽ sinh hoàng tử. Lưu thị tương kế tựu kế, cho Lý thị vào hầu Chân Tông, sau 1 đêm quả nhiên có thai.
Năm 1010, Lý thị hạ sinh hoàng tử Triệu Thụ . Chân Tông phong Lý thị làm Sùng Dương huyện quân (崇阳县君). Lưu thị đem hoàng tử về, nuôi làm con và cấm không ai được nói chuyện này ra.
Năm 1012, tấn phong Lưu mỹ nhân làm Đức phi (德妃). Cuối năm này, Chân Tông định lập Lưu Đức phi làm Hoàng hậu. Hàn lâm học sĩ Lý Địch và Tham chính Triệu An Nhân đều phản đối nhưng chả ăn thua. Lưu hậu nhận Cung Mỹ là biểu ca, tìm người trong tông tộc họ Lưu phong quan chức để tạo phe cánh, dần can dự vào việc triều chính.

### Cai trị thời kì cuối
Đầu năm 1017, Vương Đán bị bệnh xin từ chức và tiến cử Khấu Chuẩn đến cuối thu thì qua đời. Trước kia Vương Khâm Nhước và Xu mật phó sứ Mã Trì Tiết mâu thuẫn với nhau, Chân Tông bèn bãi chức cả hai, đến đây triệu Khâm Nhược về làm tể tướng. Năm 1018, Chân Tông lập hoàng tử Triệu Thụ Ích làm thái tử, đổi tên thành Triệu Trinh.
Năm 1019, Vĩnh Hưng quân tuần kiểm Chu Năng nhặt được một quyển sách, lại phao là thiên thư. Khấu Chuẩn ở Vĩnh Hưng liền đưa quyền sách về triều. Tri phủ Hà Dương Tôn Thích dâng sớ nói Chu Năng là kẻ gian trá, cần phải chém đi, Chân Tông không theo. Lúc này Vương Khâm Nhược có quan hệ về việc tàng trữ sách cấm nên bị bãi tướng. Chân Tông khôi phục tướng vị của Khấu Chuẩn và dùng Đinh Vị làm Tham chính. Ít lâu sau, Chân Tông gia phong Khấu Chuẩn và Hướng Mẫn Trung làm Hữu bộc xạ,
Đầu năm 1020, Chân Tông bị thấp khợp, không thể lên triều, Lưu hoàng hậu nắm hết đại quyền trong tay. Khấu Chuẩn lo sợ hoàng hậu chuyên chính, nên dâng biểu xin Chân Tông hãy nhường ngôi thái tử, lui về tĩnh dưỡng. Chân Tông đồng ý, lệnh Dương Ức soạn chiếu cho thái tử giám quốc. Đinh Vị vốn có hiềm khích với Khấu Chuẩn, nhân cơ hội này tố cáo với hoàng hậu. Hoàng hậu giận lắm, giáng Khấu Chuẩn làm thái tử thái phó; Lý Địch và Đinh Vị lên đảm nhận chức Bình chương sự; việc này Chân Tông không hề hay biết.
Hoài Chính bàn với Khấu Chuẩn đưa binh giết Đinh Vị, bắt giam Lưu hậu, Khấu Chuẩn cho là không nên nhưng Hoài Chính vẫn làm. Việc bị phát giác, quan Thiêm thư Xu mật viện là Tào Vĩ xét tội Hoài Chính nhưng không đá động tới Khấu Chuẩn. Lưu hậu đem việc tâu với Chân Tông, còn định truy xét đến thái tử, song do có Lý Địch can ngăn, nên thôi. Đinh Vị tố giác Chu Năng, Hoài Chính ngụy tạo thiên thư, Khấu Chuẩn cũng có liên can bị đày ra Tương châu, rồi giáng tư mã Đạo châu. Từ đó, quyền hành trong triều về tay Đinh Vị. Lý Địch sau đó lại bất hòa với Đinh Vị.
Năm 1021, Đinh Vị muốn cho Lâm Đặc làm Khu mật phó sứ, Lý Địch phản đối, chửi Đinh Vị giữa triều. Chân Tông hạ chiếu bãi tướng cả hai. Đinh Vị vào nói mấy lời ngon ngọt với Chân Tông rồi cho thu lại lệnh, Vị vẫn là tể tướng. Lúc này bệnh tình của Chân Tông ngày càng nặng, hạ chiếu việc nước phải có thánh chỉ như cũ, thái tử và tể tướng, xu mật cùng tham nghị việc nước. Triệu Lý Tăng về giữ chức Tham tri chính sự.
Tháng 12 năm 1021, thổ dân Đại Nguyên Lịch - một sắc dân Mán cư trú giữa trại Như Hồng và trấn Triều Dương (Đại Tống) - sang đánh phá biên ải Đại Cồ Việt-Đại Tống. Vua Lý Thái Tổ của Đại Cồ Việt ra lệnh cho Dực Thánh vương đánh dẹp Đại Nguyên Lịch, quân đánh đến châu Như Hồng trong đất Tống (đời vua Tống Chân Tông), đốt kho tàng, bắt nhiều dân và gia súc rồi kéo về. Sử gia Trung Quốc gốc Việt Lê Tắc đã thuật lại sự việc này trong sách An Nam chí lược rằng:
"Tháng 12, Chuyển vận sứ Quảng Tây Cao Huệ Liên dâng thơ nói Giao Châu vào cướp trại Như Hồng thuộc châu Khâm, bắt người và súc vật rất nhiều. Vua Tống Chân Tông xuống chiếu khiến Cao Huệ Liên tư điệp văn cho Giao Châu và sai sứ theo đòi lại. Nguyên trước đây có dân Mường là Trương Phố, lánh tội chạy đến đầu ngụ, quan cai trị Khâm Châu là Mục Trọng vời vào, đi đến nửa đường lại ngăn không cho vào. Đô Tuần Kiểm Tàng Tự bèn khiến trại Như Hồng khao đãi trâu rượu. Giao Châu dò biết được việc ấy, bèn nhân đuổi bắt dân Mường, đánh cướp luôn trại Như Hồng. Vua Tống Chân Tông xuống chiếu thư bảo các châu từ nay không được dụ vời quân man rợ và khao đãi yến tiệc, đến đỗi sinh sự."

## Qua đời
Năm 1022, Chân Tông cải nguyên là Càn Hưng, xá thiên hạ. Tiến phong Đinh Vị làm Tần quốc công; Phùng Chửng làm Ngụy quốc công; Tào Lợi Dụng làm Hàn quốc công. Dịp Tết nguyên tiêu, Chân Tông dù đang mang bệnh vẫn đến Đông Hoa môn ngắm đèn lồng, khi trở về bệnh tình trở nặng, nằm không dậy được. Ngày 23 tháng 3, Chân Tông qua đời, thọ 55 tuổi, trị vì 25 năm. Trước khi mất, ông ủy thác cho Lưu hoàng hậu lên triều nghe chính và dặn phải dùng lại Lý Địch, Khấu Chuẩn.
Ông được tôn miếu hiệu là Chân Tông (真宗); thụy hiệu đầy đủ Ưng Phù Kê Cổ Thần Công Nhượng Đức Văn Minh Vũ Định Chương Thánh Nguyên Hiếu hoàng đế (應符稽古神功讓德文明武定章聖元孝皇帝).
Thái tử Triệu Trinh năm đó 13 tuổi nối ngôi, là Tống Nhân Tông; thái hậu Lưu thị buông rèm nhiếp chính. Nhân Tông cho đem mấy cuốn thiên thư khi trước táng cùng với Chân Tông. Tống Nhân Tông phái sứ giả đến nhà Liêu báo tang. Sau khi nhận được tin này, Liêu Thánh Tông yêu cầu tất cả đại thần tộc Khiết Đan và tất cả đại thần tộc Hán trong triều đình nhà Liêu để tang cho Chân Tông, từ cấp hậu phi trở xuống để mặc áo tang khóc thương cho Chân Tông. Ngoài ra, Liêu Thánh Tông còn truyền lệnh cho quan quân nhà Liêu ở các châu quanh vùng biên giới Liêu - Tống không được vui chơi ca hát trong những ngày này. Sau khi Chân Tông mất đi, Liêu Thánh Tông cũng bị bệnh tật triền miên.
Tống Chân Tông cũng là một thi nhân. Các tác phẩm nổi tiếng còn lại tới nay có Lệ học thiên, Khuyến học thi (khuyến học văn).

## Gia thất
- Cha: Tống Thái Tông Triệu Quýnh.
- Mẹ: Nguyên Đức hoàng hậu Lý thị (元德皇后 李氏, 943 - 977), người Chân Định, con gái của Càn Châu Phòng ngự sử Lý Anh (李英). Là một phi tần, tước vị Phu nhân (夫人). Khi Chân Tông lên ngôi mới truy phong thành Hoàng hậu.

### Hậu phi

#### Hoàng hậu
- Chương Hoài hoàng hậu Phan thị (章怀皇后潘氏), nguyên quán ở Đại Danh, con gái của Trung Vũ quân Tiết độ sứ Phan Mỹ (潘美). Nguyên phối, qua đời trước khi Chân Tông lên ngôi. Không con
- Chương Mục hoàng hậu Quách thị (章穆皇后郭氏), người huyện Thái Nguyên, Sơn Tây, con gái của Tuyên Huy Nam viện sứ Quách Thủ Văn (郭守文). Kế thất nhưng là Hoàng hậu tại vị đầu tiên của Tống Chân Tông. Sinh Điệu Hiến Thái tử Triệu Hữu.

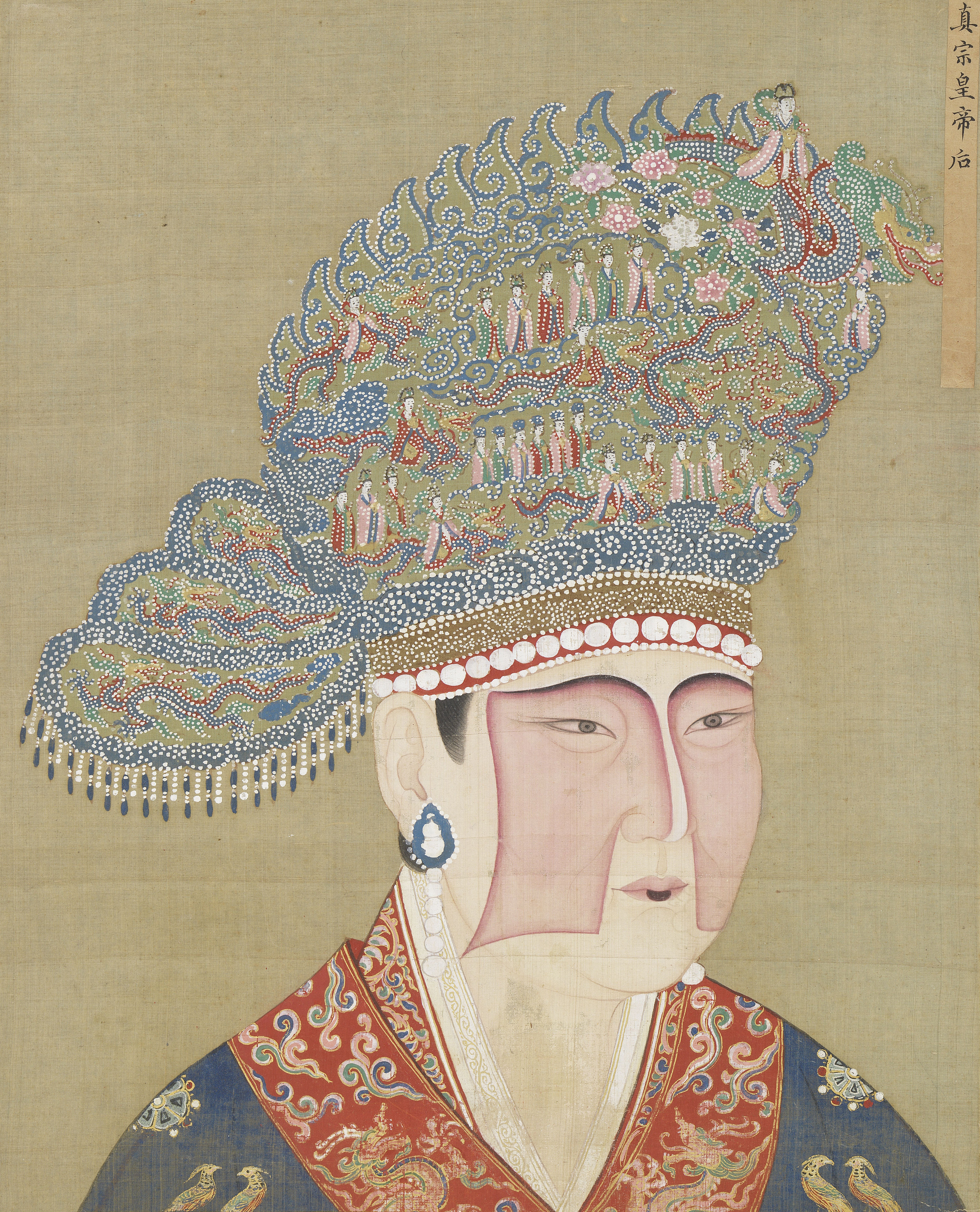
Chương Hiến Minh Túc Hoàng hậu Lưu thị

- Chương Hiến Minh Túc hoàng hậu Lưu Nga (章献明肃皇后劉氏), nguyên quán ở Thái Nguyên, Sơn Tây, con gái của Hổ Tiệp đô Chỉ huy sứ kiêm Thứ sử Gia Châu Lưu Thông (劉通). Nuôi dưỡng Tống Nhân Tông Triệu Trinh, nhận làm mẹ ruột. Chân Tông qua đời, lâm triều xưng chế hơn 10 năm. Nổi tiếng đương thời nhờ truyền thuyết [Ly miêu hoán thái tử; 狸猫换太子]
- Chương Ý hoàng hậu Lý thị (章懿皇后李氏), nguyên quán ở Hàng Châu, con gái của Tả ban điện trực Lý Nhân Đức (李延嗣), là cung nữ của Lưu hoàng hậu, sau được Chân Tông sủng hạnh. Sinh mẫu của Tống Nhân Tông và Huệ Quốc Công chúa. Nổi tiếng đương thời nhờ truyền thuyết [Ly miêu hoán thái tử; 狸猫换太子]
- Chương Huệ hoàng hậu Dương thị (章惠皇后楊氏), nguyên quán ở Ích Châu ,con gái của Dương Tri Nghiễm (杨知俨). Tình cảm thân thiết như tỷ muội với Lưu hậu, cùng Lưu hậu nuôi dưỡng Tống Nhân Tông, sau được tôn Hoàng thái phi. Khi Lưu Thái hậu mất, tôn làm Bảo Khánh hoàng thái hậu (保慶皇太后). Không con

#### Phi tần
1. Chiêu Tĩnh quý phi Thẩm thị (昭静贵妃沈氏, 994 – 1076), con gái Thẩm Kế Tông (沈继宗), cháu gái Tể tướng Thẩm Luân (沈伦). Từ vị Tài nhân (才人), lên Mỹ nhân (美人), Tiệp dư (婕妤), Sung viên (充媛), rồi Đức phi (德妃). Bà tính hiền hậu, khoan dung, không xa hoa lãng phí nên được Chân Tông lẫn chúng phi tần quý mến kính trọng. Thời Nhân Tông tôn làm Quý phi (贵妃), đến khi qua đời truy tôn làm Chiêu Tĩnh quý phi (昭静贵妃).
2. Đỗ Quý phi (杜貴妃, ? - 1046), tên là Quỳnh Chân (琼真), xuất gia có tên là Ngộ Chân đại sư (悟真大师). Từ vị Tiệp dư (婕妤), tiến phong Sung dung (充容), rồi Hiền phi (贤妃). Sau khi qua đời mới truy tặng làm Quý phi (贵妃).
3. Trần Hiền phi (陳賢妃 , ? - 996) , nguyên là Tư ý (司衣) trong phủ của Chân Tông thưở Tiềm đệ. Nhan sắc mỹ mạo , được Chân Tông sủng ái nhưng mất sớm. Ban đầu truy phong làm Chiêu nghi (昭仪) , rồi Thuận dung (顺容) , Thái nghi (太儀) , cuối cùng là Hiền phi (賢妃).
4. Tào Hiền phi (曹贤妃, ? - 1026), cha là khai quốc công thần Tào Bân , cô ruột của Từ Thánh Quang Hiến hoàng hậu. Từ vị Mỹ nhân (美人), lên Tiệp dư (婕妤), Sung viên (充媛) rồi truy tôn Tu viên (修媛). Qua đời truy thăng Hiền phi (贤妃).
5. Trần Hiền phi (陳贤妃, ? - 996), nguyên là nữ quan. Sau khi qua đời được Chân Tông truy làm Mỹ nhân (美人). Năm Đại Trung Tường Phù năm thứ 8 truy phong Chiêu nghi (昭儀), Thuận dung (顺容), Thục dung (淑容) rồi lên Thái nghi (太仪). Nhân Tông truy phong Hiền phi (贤妃).
6. Đái Thuận dung (戴順容, ? - 1044), con gái của Tiết độ sứ Đái Hưng (戴兴), sơ phong Quý nhân (貴人), tước thấp nhất trong hậu cung của Chân Tông. Nhân Tông truy phong Thuận dung (順容).
7. Từ Mỹ nhân (徐美人), nguyên là Lan Lăng quận phu nhân (兰陵郡夫人), sau phong Đằng quốc phu nhân (滕国夫人). Nhân Tông truy phong Tài nhân (才人) rồi Mỹ nhân (美人).
8. Trần Tài nhân (陳才人, ? - 1033), vốn chỉ là ngự thị, sau khi mất được Nhân Tông truy phong Tài nhân (才人).
9. Hậu cung Trương thị (后宫张氏) , không rõ phong hiệu.

### Hoàng tử
1. Ôn vương Triệu Đề (温王赵禔), mất sớm.
2. Điệu Hiến thái tử Triệu Hữu (悼献太子赵祐, 995 - 1003), tên thật là Triệu Huyền Hữu (赵玄祐), mẹ là Chương Mục hoàng hậu. Năm 1002, được phong Tín quốc công (信国公), năm sau thì yểu mệnh qua đời, truy phong Chu vương (周王), thuỵ Điệu Hiến (悼献). Nhân Tông kế vị truy phong cho anh mình làm Thái uý Trung thư lệnh (太尉中书令). Năm 1033, Nhân Tông truy tôn làm Thái tử.
3. Xương vương Triệu Kỳ (昌王赵祇), mất sớm.
4. Tín vương Triệu Chỉ (信王赵祉), mất sớm.
5. Khâm vương Triệu Kỳ (钦王赵祈), mất sớm.
6. Tống Nhân Tông Triệu Trinh, mẹ là Chương Ý hoàng hậu, được Lưu Hoàng hậu và Dương Thục phi nuôi dưỡng.

Các hoàng tử chết yểu của Chân Tông đều được ban danh và truy thuỵ dưới thời của Tống Huy Tông.

### Hoàng nữ
1. Huệ Quốc công chúa (惠國公主), chết non, mẹ là Chương Ý hoàng hậu. Thời Tống Huy Tông được cải phong Tĩnh Nhất Thái trưởng đế cơ (靜一大長帝姬).
2. Thăng Quốc Đại trưởng công chúa (升國大長公主, ? - 1047), tên Chí Xung (志冲), mẹ là Đỗ Quý phi. Sau theo đạo, hiệu Thanh Hư Linh Chiếu đại sư (清虚灵照大师). Thời Tống Huy Tông được cải phong Chiêu Hòa Đại trưởng đế cơ (昭怀大長帝姬).